# Calabria
Calabria (IPA: [kaˈlaːbrja], latin neve Bruttium, calabriaiul Calabbria vagy Calavria) Olaszország egyik régiója, az Appennini-félsziget délnyugati végében a Tirrén-tenger és a Jón-tenger között. Szicíliától a Messinai-szoros választja el. Székhelye Catanzaro.

## Nevének eredete
Az ókorban Calabriának nevezték az Appennini-félsziget délkeleti végét, a mai Pugliát. A Nyugatrómai Birodalom bukásától a 7. századig a mai régió vidéke és Puglia is a Bizánci Birodalom fennhatósága alá tartozott. Miután azonban a longobárdok elfoglalták Pugliát, a bizánciak fennmaradó területüket, a mai régió területét, nevezték Calabriának. Addig a vidék neve a rómaiaktól származó Bruttium volt, azaz a bruttiusok földje.

## Földrajz

### Fekvése

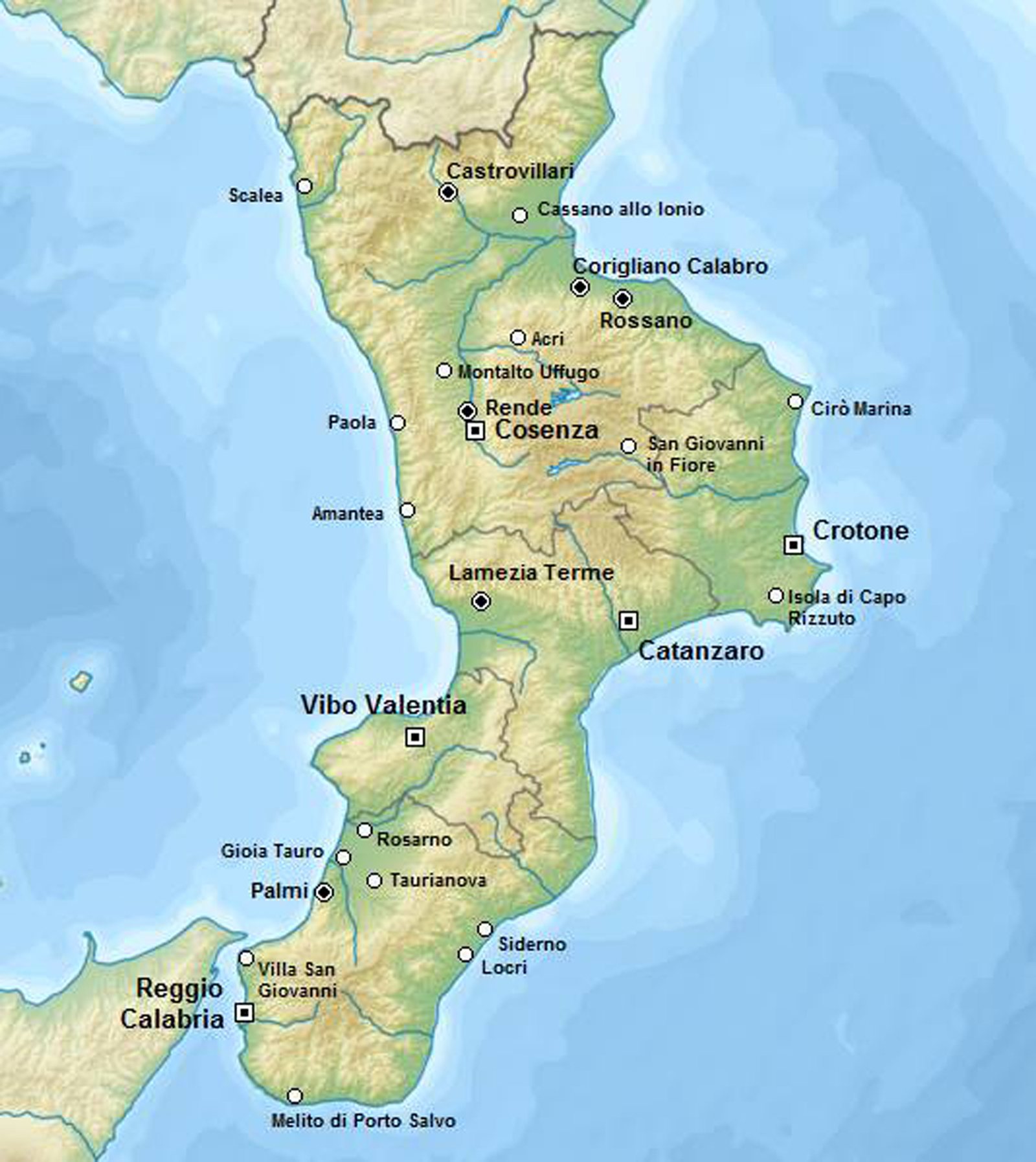
Domborzati térkép

Calabria régió az Appennini-félsziget délnyugati végében fekszik az azonos nevű félsziget területén. Északnyugaton a Tirrén-tenger és ennek öblei (Policastrói-öböl, Santa Eufemia-öböl, Gioiai-öböl), délen a Jón-tenger és ennek öble (Squillacei-öböl), keleten pedig a Tarantói-öböl határolja. A szárazföldön északon Basilicata régió határolja. Szicíliától a Messinai-szoros választja el. A régióhoz közigazgatásilag két sziget tartozik: Dino és Cirella.

### Domborzata
Calabria domborzatának 49,2%-át dombvidékek, 41,7%-át hegyvidékek és 9%-át síkságok alkotják. Legjelentősebb domborzati egységei:
- Calabriai-Appenninek és ennek alegységei:
  - Pollino-hegység - a régió északi, Basilicátával határos részén
  - Catena Costiera - a régió északnyugati partvonalán, a Tirrén-tenger partjával párhuzamosan húzódó hegység
  - Sila-fennsík - a régió központi részén
  - Aspromonte-hegység - a régió délnyugati végében
- kiterjedt síkságok a tengerpartokon vannak, kisebbek pedig a régiót átszelő folyók völgyeiben. A legfontosabbak:
  - Szübariszi-síkság
  - Santa Eufemia-síkság
  - Gioia Tauró-i síkság

### Vízrajza
A calabriai folyók rövidek, gyorsak, vízhozamuk az évszakok függvényében annyira változó, hogy nyáron akár ki is száradhatnak, télen pedig árvizeket okozhatnak. A központi elhelyezkedésű hegyvidékek lejtőiről erednek és a Tirrén- vagy Jón-tengerbe ömlenek. A legjelentősebb folyóvizek a Crati, Neto, Trionto, Tacina, Corace, Amato, Mucone, Savuto, Lao.
A régió területén kevés természetes állóvíz található. Ezek rendszerint kis területűek. Kivételt képez a Santa Eufemia-síkságon lévő La Vota-tó. A gyors vizű folyókat felduzzasztják, vizüket öntözésre és energiatermelésre használják. A legnagyobb mesterséges tó a régióban az Angitola-tó.

### Éghajlata
A régió éghajlata mediterrán típusú. A déli partvidék (Jón-tenger) szárazabb, az északi enyhébb. A hőmérséklet az év során 10 és 44 °C között változik. A hegyvidékek magasabb régióiban az éghajlat hűvösebb. A legcsapadékosabb hónap a december és január.

## Történelem

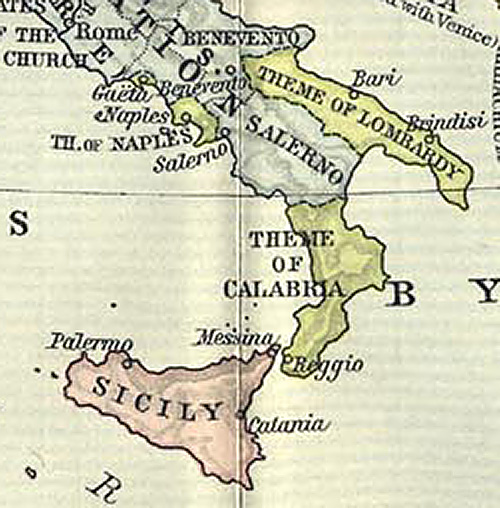
A Calabriai Hercegség a 11. század körül

Calabria első lakosai oszk nyelvet beszélő törzsek, az enotrik és az italicusok voltak, tőlük származik az Itália elnevezés is, melyet a később érkező görög telepesek kiterjesztettek az egész Appennini-félszigetre.
Az i. e. 6 századtól kezdődően görög telepesek alapítottak gyarmatvárosokat elsősorban a tengerparti területeken. Ezek közül a legjelentősebbek Rhégion, Szübarisz, Krotón és Locri voltak. A városok egy laza szövetségbe tömörültek, melynek neve Magna Graecia volt. Az i. e. 3 századtól kezdődően a rómaiak fokozatosan meghódították ezen városokat, majd a Magna Graecia teljes felszámolása után a III. Apuliae et Calabriae provinciához csatolták a vidéket.
A félsziget középső része azonban sosem volt a görögök fennhatósága alatt, hanem északon a lukániaiaké, délen pedig a bruttiusoké volt. E két szamnisz törzset szintén a rómaiak hódították meg. A bruttiusok nevéhez fűződik Cosentia megalapítása.
A Nyugatrómai Birodalom összeomlása után Calabria a Bizánci Birodalom fennhatósága alá került, de a sorozatos járványok, kalózportyázások és háborúk miatt fokozatosan elnéptelenedett. Különösen nagy vesztességgel élte túl a gót háborúkat. A 9. és 10. századok során a Dél-Olaszországot uraló bizánciak és a Szicíliában létrejött arab emírség ütközőzónája volt. Ebben az időszakban számos erődjellegű ortodox kolostor épült fel a félsziget közepén húzódó hegyvidéken.
1060-ban a Robert Guiscard által vezetett normannok foglalták el és csatolták a Hauteville-ház által uralt Szicíliai Királysághoz, melyhez egészen 1861-ig tartozott, ezután az egyesült Olasz Királysághoz csatolták. Az évszázadok során Calabria a királyság egyik legszegényebb és leggyérebben lakott vidéke volt. A Calabriai Hercegség központja Reggio volt. Ennek következtében alakult meg az 1860-as években a 'Ndrangheta maffiajellegű bűnszövetkezet, mely napjainkban már a hírhedt szicíliai maffia legfőbb vetélytársa és elsősorban kábítószer-kereskedelemmel foglalkozik.
A 20. században a népesség jelentős része a munkanélküliség miatt áttelepedett Észak-Olaszországba illetve más nyugat-európai országokba, az Egyesült Államokba, de Dél-Amerika számos országába is (Argentína, Brazília). Napjainkban az átlagjövedelem elmarad az uniós átlaghoz viszonyítva és ezzel Olaszország és egyben Európa egyik legszegényebb régiója.

## Közigazgatás

Calabria megyéi

Calabria területe öt megyére van osztva:
- Catanzaro (Provincia di Catanzaro)
- Cosenza (Provincia di Cosenza)
- Crotone (Provincia di Crotone)
- Reggio Calabria (Provincia di Reggio Calabria)
- Vibo Valentia (Provincia di Vibo Valentia)

Legnépesebb városai:
| Város           | Lakosság (fő) |
| --------------- | ------------- |
| Reggio Calabria | 184 179       |
| Catanzaro       | 94 381        |
| Lamezia Terme   | 70 188        |
| Cosenza         | 69 868        |
| Crotone         | 60 673        |

## Beszélt nyelvek
Calabriában az olasz nyelv olyan dialektusát beszélik, amely a szakemberek által külön nyelvekként kezelt nápolyi és szicíliai dialektusok közötti átmenet. A régióban napjainkban is jelentős görög kisebbség él, akik a grikó nyelvet beszélik. A görögök mellett jelentős számú az arberes kisebbség is, valamint az okcitán nyelvet beszélő franciák.

## Fő látnivalók
- természeti látnivalók:
  - Aspromonte Nemzeti Park
  - Sila Nemzeti Park
  - Pollino Nemzeti Park
- kulturális helyszínek:

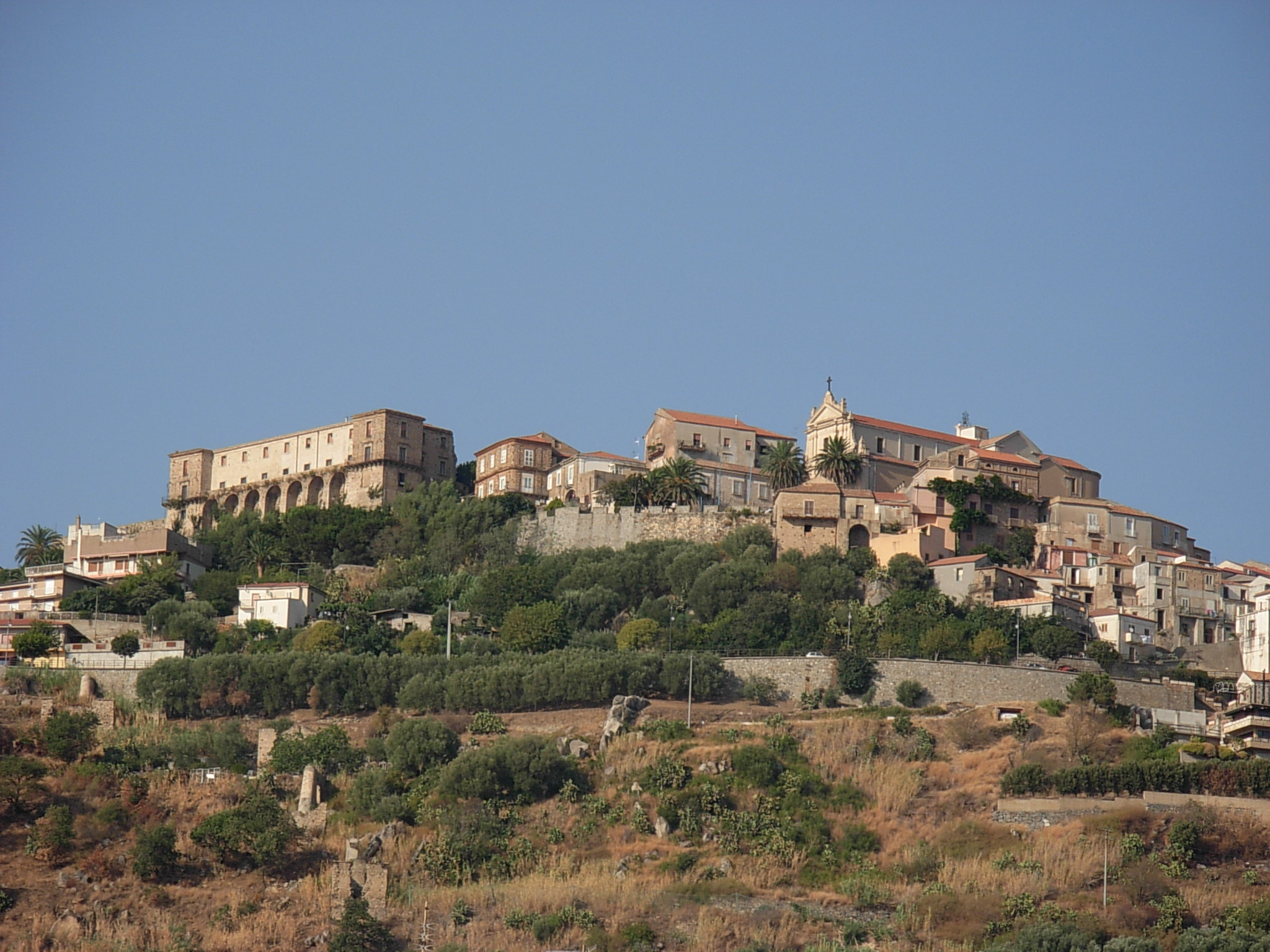
Nicotera óvárosa

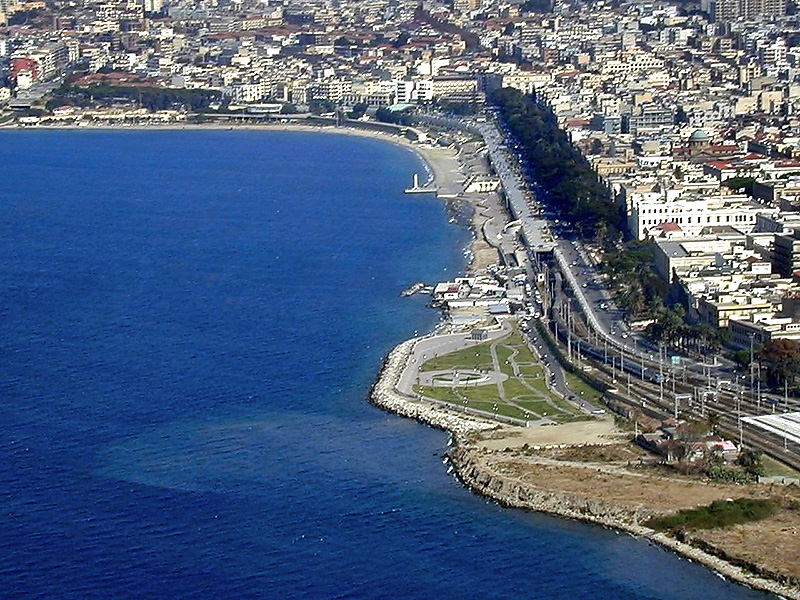
Reggio Calabria városközpontja

  - Reggio Calabria, a megye székhelye
  - Scilla erődje
  - Bova, a calabriai görögök legjelentősebb városa
  - Gerace óvárosa
  - Stilo óvárosa
  - Vibo Valentia középkori óvárosa, valamint az ókori Hipponium romjai
  - Nicotera óvárosa
  - Tropea óvárosa
  - Crotone óvárosa
  - Belvedere di Spinello központja és vára
  - Cosenza óvárosa
  - Szübarisz romjai Cassano all’Ionio mellett
  - Amantea óvárosa
  - Paola a régió legnevezetesebb zarándokhelye
  - Catanzaro óvárosa és üdülőközpontja (Lido di Catanzaro)
  - Lamezia Terme tengerparti üdülőhelye és a normann Castello
  - Santa Caterina dello Ionio óvárosa
- üdülőtelepek, strandok:
  - Costa Viola
  - Vibo Marina
  - Tropea
  - Pizzo
  - Lamezia Terme

## Gazdaság
Calabria Olaszország és egyben az Európai Unió egyik legszegényebb régiója, az egyik legmagasabb munkanélküliségi rátával. A gazdaság alapja a hagyományos mezőgazdaság (citrusfélék és olíva termesztése, állattartás, borászat).
Az ipar nagy része Reggio Calabria városában összpontosul. Kisebb ipari termelőegységek működnek Crotoneben, Cosenzában és Catanzaróban.
Az utóbbi évtizedben jelentős befektetések révén a turizmus egyre nagyobb teret nyer a régió gazdaságában (elsősorban a Tirrén-tenger partján fekvő településeken).
A calabriai feketegazdaságot a ’Ndrangheta maffia stílusú szervezet irányítja.

## Közlekedés
- Autópályák:

A3-as autópálya Autostrada del Sole: Salerno-Reggio Calabria (a régió északi tengerpartja mentén halad)
- Országos jelentőségű utak:

SS18 Tirrena Inferiore: Salerno-Vibo Valentia-Lamezia Terme-Salerno-Nápoly
SS106 Jonica: Reggio Calabria-Crotone-Taranto (a régió déli partjával párhuzamosan halad)
SS107 Silana Crotonese: Crotone-Cosenza-Paola
SS109 Strada della Piccola Sila: Nicastro-Cutro
SS182 Strada delle Serre Calabre: Vibo Marina-Vibo Valentia-Soverato
SS280 Strada dei Due Mari: Lamezia Terme-Catanzaro
SS283 Strada delle Terme Luigiane: Guardia Piemontese-Spezzano Albanese
- Vasútvonalak:
  - üzemeltető a Ferrovie dello Stato:

Reggio Calabria-Gioia Tauro-Vibo Valentia-Lamezia Terme-Paola-Salerno-Nápoly
Jonica-vasútvonal
Rosarno-Tropea-Lamezia Terme
Lamezia Terme-Settingiano-Catanzaro
Castiglione Cosentino-Terranova da Sibari
- - üzemeltető a Ferrovie della Calabria:

Cosenza - Catanzaro
Cosenza - Camigliatello Silano
Gioia Tauro - Cinquefrondi
Gioia Tauro - Palmi
- Fontosabb kikötők:

Reggio Calabria - a kontinentális Olaszország és Szicília közötti személyforgalom fő állomása
Gioia Tauro - a Földközi-tenger második legnagyobb konténer-kikötője
- Repülőterek:

Lamezia Terme (SUF)
Reggio Calabria (REG)
Crotone (CRV)

## Híres calabriaiak
| - Ibükosz (i. e. 6 század) - Püthagorasz (i. e. 5. század) - Anaxilasz (i. e. 500 - i. e. 476) - Nossis (i. e. 4-3. század?) - Agathoklész (i. e. 360 - i. e. 289) - Cassiodorus (490-583) - II. Leó pápa(682-683) - Zakariás pápa (741-752) - Speleótai Szent Éliás (863-960) - Rossanói Szent Nílus (910-1004) - XVI. János (ellenpápa) (997-998) - Calamizzi Szent Csiprián (1110–1190) - Melicuccai Szent Lukács (1035–1114) - Gioacchino da Fiore (1130–1202) - Seminarai Barlaam (1290–1350) - Leonzio Pilato (?-1365) - Paolai Szent Ferenc (1416–1507) - Bernardino Telesio (1509–1588) - Tommaso Campanella (1568–1639) - Mattia Preti (1613–1699) | - Pasquale Galluppi (1770–1846) - Vincenzo Padula (1819–1893) - Andrea Cefaly (1827–1907) - Ifjabb Andrea Cefaly (1901–1986) - Giovanni Nicotera (1828–1894) - Francesco Fiorentino(1834–1884) - Francesco Jerace (1854–1937) - Francesco Cilea (1866–1950) - Brigante Musolino (1876–1956) - San Gaetano Catanoso (1879–1963) - Umberto Boccioni (1882–1916) - Corrado Alvaro (1895–1956) - Alessandro Monteleone (1897–1967) - Attilio da Empoli (1904–1948) - Tito Minniti (1909–1935) - Renato Dulbecco (1914) - Raf Vallone (1916–2002) - Leopoldo Trieste (1917–2003) - Aroldo Tieri (1917–2006) | - Mimmo Rotella (1918–2006) - Luciano Rispoli (1932) - Andrea Monorchio (1939) - Gerardo Sacco (1940) - Mino Reitano (1944) - Gianni Amelio (1945) - Gianni Versace (1946–1997) - Mia Martini (1947–1995) - Loredana Bertè (1950) - Rino Gaetano (1950–1981) - Nicola Calipari (1953–2005) - Stellario Baccellieri (19??) - Mimmo Calopresti (1955) - Sergio Cammariere (1960) - Francesco Panetta (1963) - Max Mazzotta (1968) - Gennaro Ivan Gattuso (1978) - Costantino Mortati(1891–1985) - VII. János pápa (705-707) |

## Galéria

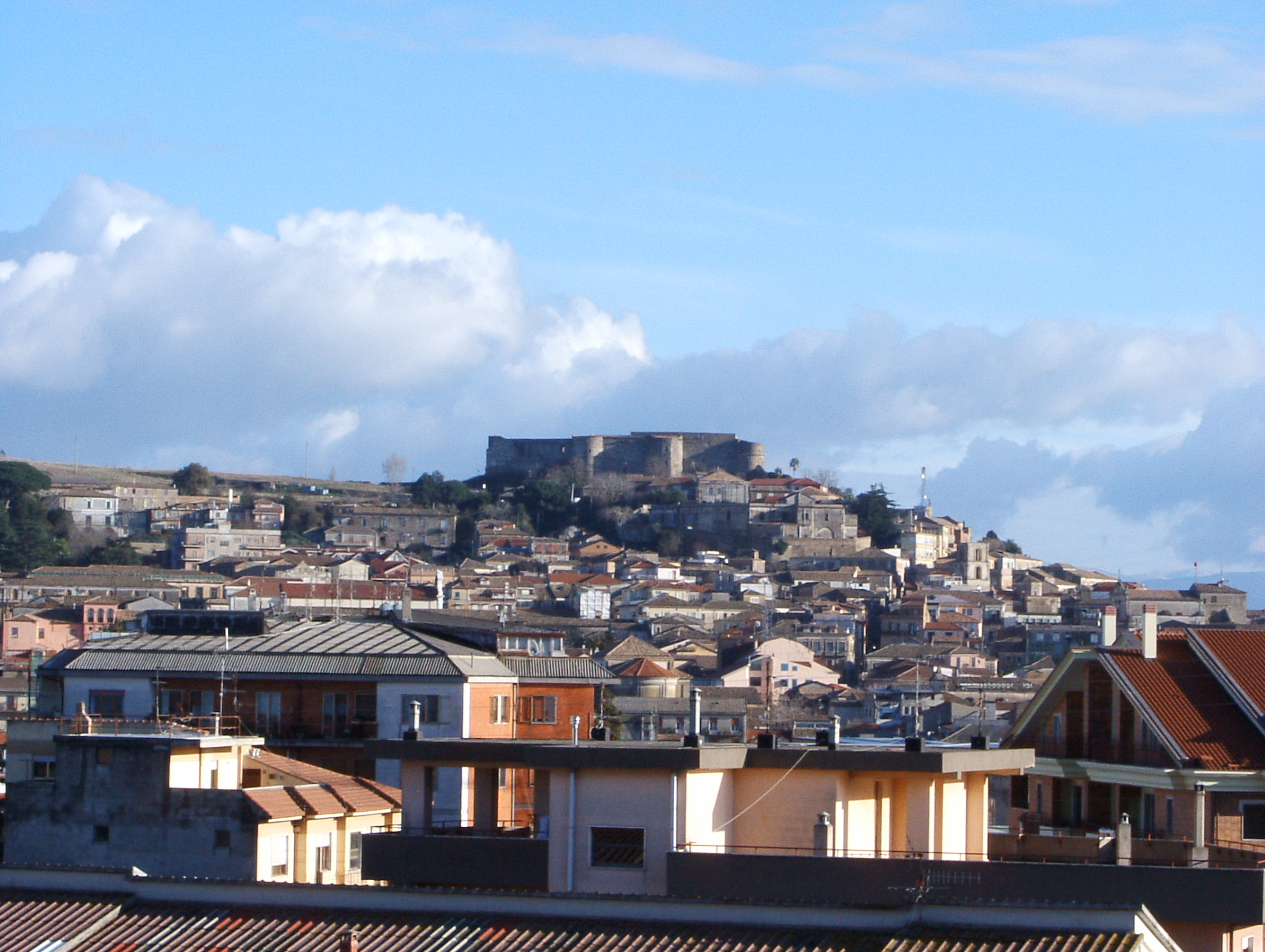
Vibo Valentia látképe
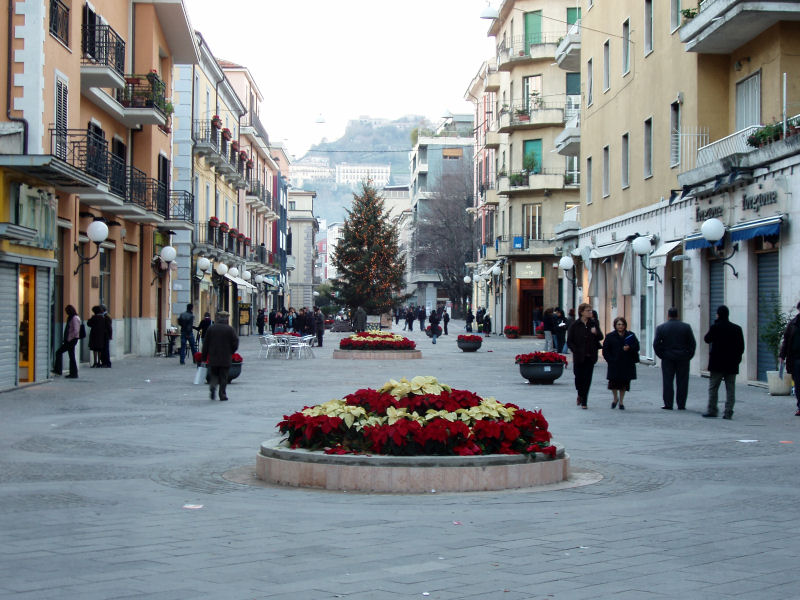
Cosenza főutcája
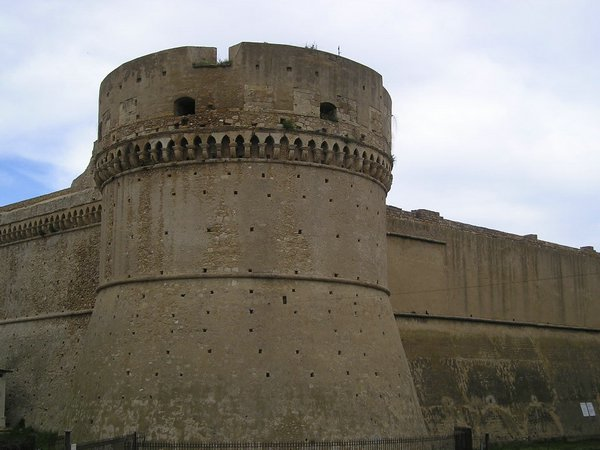
Crotone erődje
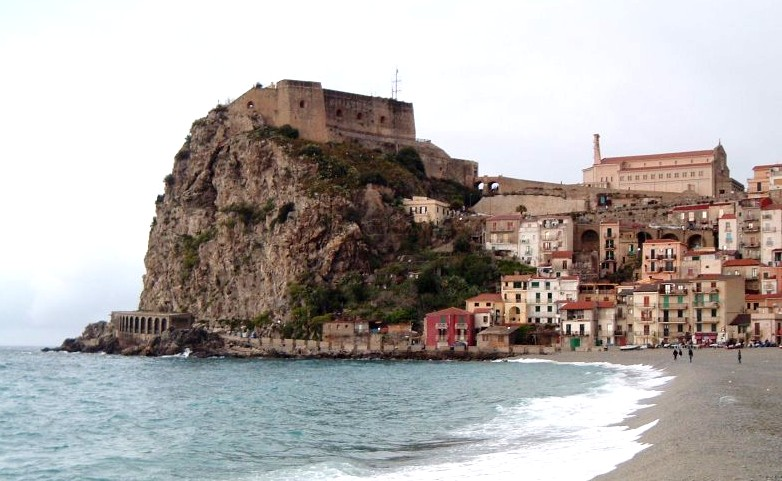
Scilla erődje
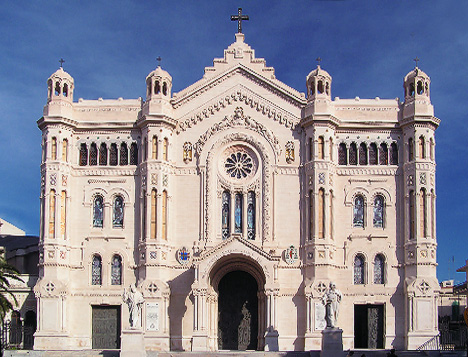
Reggio Calabria: a dóm
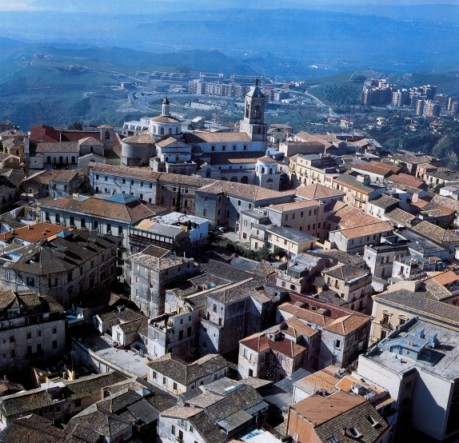
Catanzaro látképe
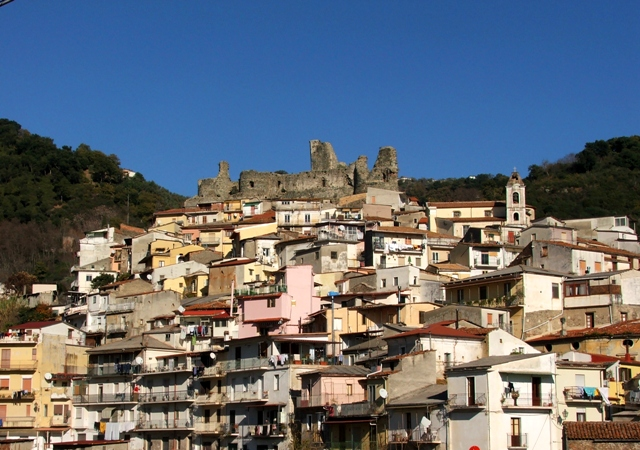
Lamezia Terme: erőd
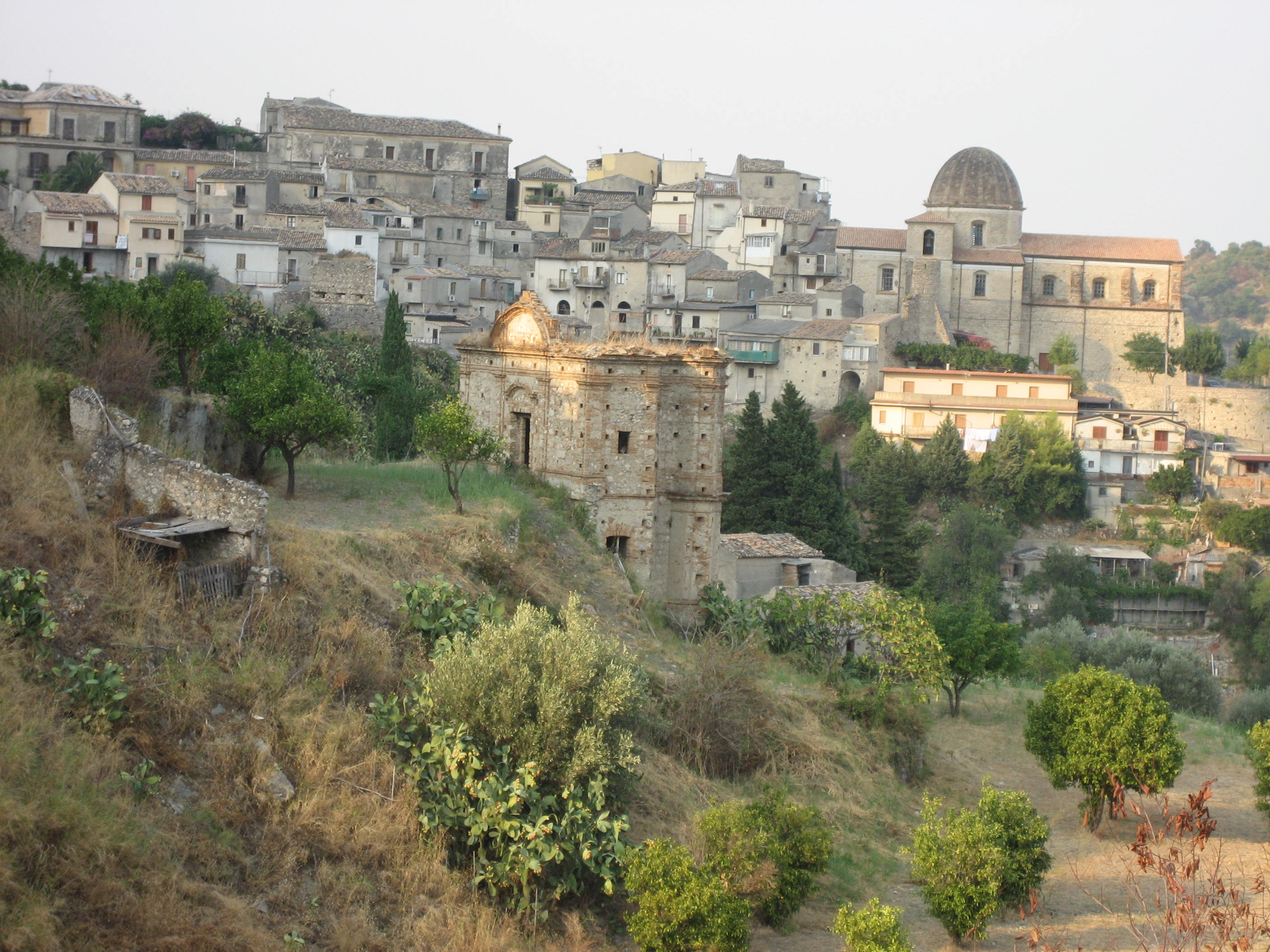
Stilo óvárosa
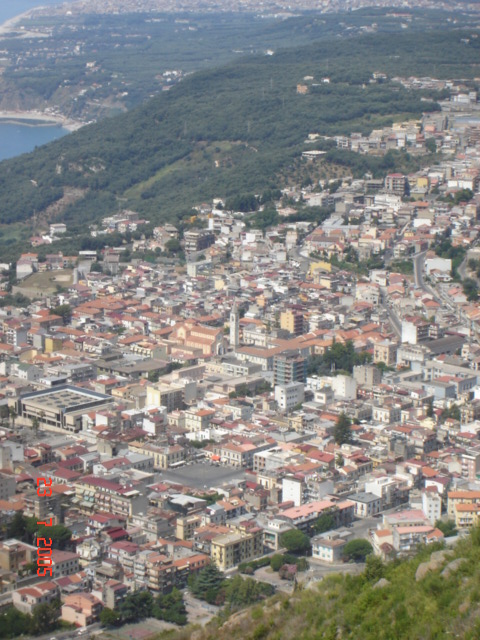
Palmi látképe
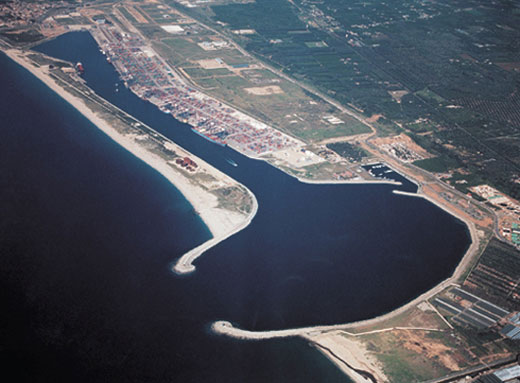
Gioia Tauro-i kikötő
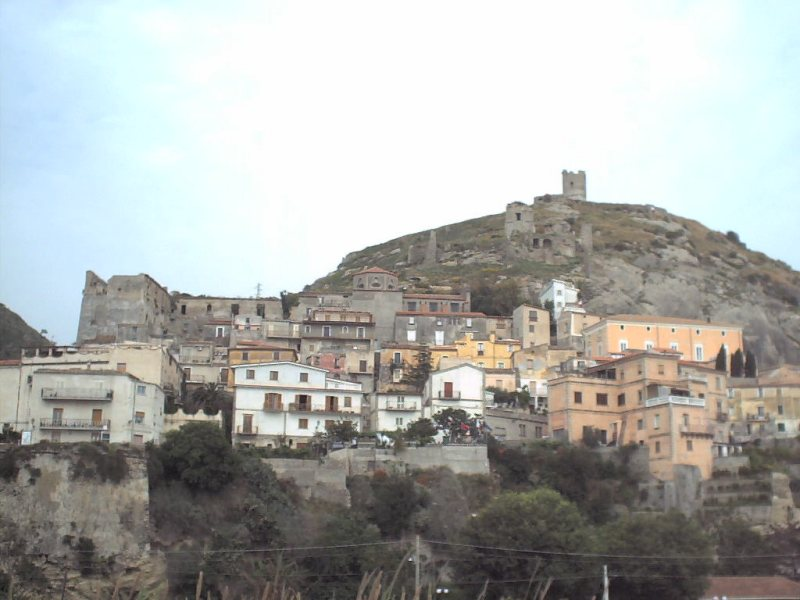
Amantea óvárosa